# Comerica
Comerica, Комерика — техасская финансовая компания. Основой деятельности служат техасский банк Comerica Bank и банк с национальной лицензией Comerica Bank & Trust. Помимо Техаса работает в Калифорнии, Мичигане, Аризоне и Флориде, а также Канаде и Мексике. Основное направление деятельности — коммерческий банкинг. До 2007 года компания базировалась в Детройте. В списке крупнейших публичных компаний мира Forbes Global 2000 за 2021 год компания заняла 1187-е место (423-е по активам, 1322-е по чистой прибыли, 1729-е по рыночной капитализации).
Старейший предшественник, Detroit Savings Fund Institute, был основан в Детройте (штат Мичиган) в 1849 году. В 1953 году объединившись с тремя другими банками города образовал The Detroit Bank & Trust Company. В 1973 году была создана банковская холдинговая компания DetroitBank Corporation, в 1982 году её название было изменено на Comerica. Также в 1982 году компания вышла на рынок Флориды, в 1988 году — Техаса, в 1991 году — Калифорнии. В 2001 году был куплен Imperial Bank of California с отделениями в Калифорнии и Аризоне. В 2007 году было принято решение о переносе штаб-квартиры в Техас, поскольку теперь большая часть клиентов находилась в южных штатах. В 2011 году за 1,03 млрд долларов был куплен техасский банк Sterling Bank.
Сеть банка насчитывает 433 отделения, в основном в штатах Мичиган (189), Техас (123), Калифорния (96), Аризона (17), Флорида (7). На конец 2020 года активы составили 88 млрд долларов, из них 52 млрд пришлось на выданные кредиты, 44 млрд из них — коммерческие. Принятые депозиты составляли 65 млрд долларов.